# منفذ الربع الخالي
منفذ الربع الخالي أو منفذ رملة خيلة أو منفذ أم الزمول هو جسر بري ومنفذ حدودي يربط بين كُل من المملكة العربية السعودية وسَلطنة عمان مُباشرة، عبر صحراء الربع الخالي، ويتبع إداريًا لمحافظة العديد بالمنطقة الشرقية في المملكة العربية السعودية، ويبلغ طوله 564 كيلومترًا، وهو المنفذ الوحيد الذي يختصر المسافة بين البلدين، وقد كان التنقل بينهما سابقًا يتطلب المرور بدولة الإمارات أولاً. دُشن المنفذ الحدودي بين البلدين سنة 2006، وهُو يربط بين مُحافظة العديد في المملكة العربية السعودية ومُحافظة الظاهرة في سلطنة عمان. ويقع المنفذ في قلب صحراء الربع الخالي.

## نبذة عن المنفذ
في سنة 2006، اتّفق البلدان على إنشاء منفذ حدودي بين البلدين، ويُسمى هذا المنفذ من الجانب العماني باسم «منفذ رملة خيلة» ومن الجانب السعودي باسم منفذ الربع الخالي.
يبدأ الجسر البري من حرض في الأراضي السعودية، ويستمر باتجاه حقل الشيبة النفطي بطول 319 كيلومترًا، ثم يتجه نحو المنفذ الحدودي الجديد مع سلطنة عُمان بطول 247 كيلومترًا، وهو بذلك يختصر مسافة 800 كيلومترًا كان يقطعها المُسافرون في التنقل بين البلدين، وهذا الأخير كان يتطلب المرور أولا بدولة الإمارات العربية المتحدة. تبلغ إجمالي تكلفة مشروع المنفذ الحدودي بين المملكة وعمان نحو 950 مليون ريال (250 مليون دولار)، ويعود ارتفاع تكلفة المشروع إلى كون أن الطريق يمُر من صحراء الربع الخالي، وهي منطقة صحراوية مُغطاة بكثبان رملية هائلة، مما جعل أعمال تشييد الطريق أكثر صعوبة، حيث تقدر كمية الكثبان الرملية التي تم رفعها وإزاحتها بنحو 130 مليون متر مكعب، أي ما يعادل 26 هرماً من الحجم الكبير.
يُعد منفذ الربع الخالي المنفذ البري الوحيد الذي يربط مُباشرة بين المملكة العربية السعودية وسلطنة عُمان عبر صحراء الربع الخالي، ويمتد الطريق السريع عبر منطقة الربع الخالي بطريق طوله 680 كيلومترا، حيث يختصر قرابة 800 كيلو متر، ويبدأ من طريق حرض البطحاء ويستمر باتجاه حقل الشيبة، ثم يتجه بعدها نحو نحو المنفذ الحدودي مع سلطنة عمان. بلغت تكلفة إنشاء الطريق 945.6 مليون ريال (حوالي 252.2 مليون دولار)، نظراً لكون الطريق يمر في معظمه بكثبان رملية هائلة، فقد اشتملت الأعمال على رفع وإزاحة وتسوية تلك الكثبان بكميات كبيرة، بالإضافة إلى الأعمال الإنشائية وفق المُواصفات المُعتمدة. يعتبر هذا الطريق الوحيد الذي يربط السعودية بسلطنة عمان، ثاني أكبر دول الخليج العربي من حيث المساحة، مباشرة دون المرور بدولة الإمارات العربية المتحدة وذلك من خلال مروره بالربع الخالي.